# Las Mañanitas
Las Mañanitas è un comune (corregimiento) della Repubblica di Panama situato nel distretto di Panama, provincia di Panama. Si estende su una superficie di 24,7 km² e conta una popolazione di 39.473 abitanti (censimento 2010).